# Liste des dieux lituaniens
Voici une liste de dieux et divinités lituaniennes.
- Aitvaras : esprit servant, similaire au Pūķis letton.
- Aušrinė (en) : déesse de l'étoile du matin, de la beauté et de la jeunesse.
- Barstukai / Barzdukai / Požeminukai : créatures mythologiques, de petits humanoïdes, des gnomes, qui résident sous la terre, dans les forêts, sous les arbres (particulièrement les chênes).
- Bubilas : dieu de l'apiculture.
- Dalia (en) : déesse du Destin.
- Ežerinis : esprit des lacs.
- Gabija : esprit du feu.
- Ganiklis : divinité des bergers, comparable à Faune et Pan. Parfois interprété comme le dieu de la fertilité.
- Gulbis : dieu des cygnes. Semblable au génie romain ou à l'ange hébreu, étant l'esprit bienveillant de chaque être humain. Son nom est lié aux cygnes ou à l'assistance. Les femmes sacrifiaient des poules blanches à Gulbis, et les hommes des coqs blancs.
- Javinė : déesse de la maison qui protège les céréales dans les granges.
- Kaukas / kaukai : esprit de fertilité, de récolte et de richesse.
- Kaulinis diedas : euphémisme pour Velnias.
- Kovas : dieu de la guerre, similaire au dieu prussien Pikulas.
- Kriukis : dieu des cochons.
- Krugis / Kalevelis : dieu des forgerons, une espèce de Vulcain lituanien.
- Krūminė : divinité domestique, qui protège les buissons, l'agriculture et des outils de culture.
- Laimė : divinité du destin et du bonheur.
- Laukpatis : divinité vénérée dans la région de Samogitie. Son nom « Laukpatimo » et la pratique de son invocation lors de la préparation du sol pour l'agriculture ou l'ensemencement ne sont documentés que dans les écrits de J. Łasicki et ne se retrouvent pas dans d'autres sources mythologiques. Il est possible qu'il soit lié aux laukasargiai mentionnés par M. Mažvydas.
- Lauksargiai (autres variantes : laukasargiai, lauosargiai, lauksargiai) : esprits protecteurs des champs cultivés (ou d'un lieu spécifique), mentionnés par M. Mažvydas.
- Lauksargis : dieu des champs, patron des champs cultivés et des animaux. Il protège les champs des mauvaises récoltes et des calamités (pluie, grêle).
- Lauma (ou Laumé) : divinité de l'eau et de la forêt. Parfois associée à Ragana. Ce sont des entités nocturnes, liées à la Lune. Elles apparaissent généralement à la tombée de la nuit, en groupes de quelques-unes. Elles sont particulièrement attirées par les rives des rivières et les flancs des collines, où elles lavent et blanchissent le linge à l'aide de battoirs. Parfois, elles franchissent les limites naturelles et pénètrent dans les zones habitées par les humains, représentant une menace pour eux. Les laumės sont extrêmement fortes et ne contrôlent pas leur propre puissance. Une fois qu'elles commencent à filer, elles ne peuvent pas s'arrêter, et filent même les entrailles des fileuses. Si elles enlacent un jeune homme, elles l'aiment jusqu'à ce qu'il soit mortellement épuisé. Le filage des tissus offerts par les laumės ne s'arrête jamais. Elles sont représentées avec de grands pieds, des lèvres épaisses, des seins énormes, et parfois comme des géantes qui empilent des montagnes et creusent des fosses.
- Mėnuo / Mėnulis : dieu lunaire, mari de Saulė.
- Medeina (en) / Žvorūna : déesse de la chasse et des forêts.
- Milda (en) : déesse de l'amour.
- Perkūnas (letton Pērkons, vieux prussien Perkūns, yotvingien Perkūnas). Dans les mythologies lituanienne et lettonne, il est identifié comme le dieu de la pluie, des montagnes, des chênes et du ciel. Il est le dieu balte du tonnerre et le dieu le plus important du panthéon balte.
- Praamžius / Prakorimas / Prakūrimas / Dievas senelis : dieu créateur, « celui qui fut avant tous les siècles ».
- Praurimė : déesse du feu sacré.
- Rūgutis (Ragutis) : dieu du levain et du brassage (principalement de la bière).
- Rugių boba : esprit habitant les cultures de seigle.
- Saulė : reine du ciel, celle qui réchauffe, celle qui éveille, celle qui donne la vie.
- Upinis : dieu des rivières.
- Vėjopatis / Bangpūtys (en) : divinité régnant sur les vents dans les régions maritimes (équivalent à Vēja māte dans la mythologie lettone).
- Velnias / Kipšas : esprit chthonien, associé aux souterrains, aux esprits des défunts et aux lieux étrangers à l'Homme. Doté d'un caractère fripon, il nuit aux dieux et aux humains, et il est pourchassé par Perkūnas.
- Žemėpatis : dieu de la terre, des récoltes, de la ferme et du foyer.
- Žemyna (en) : déesse de la terre. Fille de Saulė (Soleil) et de Mėnulis (Lune), elle est la porteuse de fertilité et d'abondance, et la protectrice des esprits des morts.